# Антонюк, Порфирий Фролович
Порфи́рий Фро́лович Антоню́к (укр. Порфир Фролович Антонюк; 19 сентября 1909 — 7 марта 1944) — сотник УПА, организатор и руководитель базы УПА «Сечь», командир отряда имени Богуна в военном округе «Туров» (с ноября 1943 по январь 1944 года). Известен под псевдонимами «Сосенко» и «Клещ» (укр. Кліщ).

## Биография
Родился 19 сентября 1909 года в селе Бискупичи-Русские (ныне Нехвороща) на территории современной Волынской области. Отец — Фрол Григорьевич, убит неизвестными у себя дома. Мать Евдокия умерла в 1930-е годы после тяжёлой болезни. Старший брат Трофим был деятелем ОУН(б), выступавшим против польских властей и ярым антисоветчиком. Пытался перейти нелегально границу СССР, однако был арестован пограничниками и депортирован. После войны осел в Южной Америке (Парагвай, Аргентина). В семье также были братья Василий (член подполья УПА, убит партизанами в Луковичах), Константин (вывезен на принудительные работы в Германию) и несколько сестёр (Мария и Квилина). Супруга — Клавдия Фокиевна (похоронена в Нехвороще в 2000-е годы), сын Богдан и дочь Ирина (проживала во Львовской области).
Порфирий служил в польской армии, окончив школу подстаршин, и имел звание капрала. После начала Великой Отечественной войны стал комендантом оккупационной полиции села Олеск Любомльского района. В марте 1943 года стал членом подполья УПА. Был организатором сотни имени Ивана Мазепы и подпольной базы «Сечь» в селе Вовчак, где обучали бойцов в подстаршинской школе имени Симона Петлюры и готовили курень УПА «Лесные черти». Школа находилась в болотах, но хорошо охранялась несколькими сотнями УПА. По состоянию 30 ноября 1943 года численность отряда составляла 1049 человек, которых распустили в декабре 1943 года в связи с продвижением фронта и отправили по сёлам. В составе отряда Антонюка был единственный в УПА отряд из этнических поляков, бывших полицаев из батальонов шуцманшафта. В январе 1944 года отряд дезертировал из УПА и ушёл в 1-й батальон 50-го Ковельского пехотного полка 27-й Волынской пехотной дивизии Армии Крайовой под командованием поручика Михала «Сокол» Фиялки (пол. Michał «Sokół» Fijalka). Отряд располагался в селе Свинарин (Турийский район).
В декабре 1943 года командир отряда Антонюк вместе с заместителем отряда Ключом («Браво») и командиром батальона «Остапом» провёл переговоры с обер-лейтенантом вермахта Обаштейном, после которых приказал прекратить все провокации со стороны ОУН(б) и начать поставку немцам продовольствия, скота и лошадей (вместо оружия) в обмен на освобождение арестованных националистов. На основании этого соглашения между украинскими националистами и немцами произошёл ряд обменов оружия на продовольствие. В январе 1944 года 1-я Украинская партизанская дивизия имени С. А. Ковпака под командованием П. П. Вершигоры совершила рейд, в ходе которого разгромила базу «Сечь» и уничтожила часть отрядов УПА. 6 марта того же года Антонюк был арестован СБ ОУН и был обвинён в том, что «в нарушении приказа вел переговоры с немецким оккупантом, чем выступил против генеральной политической линии УПА», хотя Антонюк утверждал, что просто пытался освободить арестованных немцами националистов. Через сутки был расстрелян по приговору суда. По версии Алексея Пьятохи, СБ ОУН нашла просто повод для расстрела, а сам Антонюк якобы был главным виновником того, что рейд Вершигоры успешно завершился.